# Pop antico
A Pop antico Benkő Dániel nagylemeze, melyen híres magyar rock és popénekesek középkori dalok feldolgozásait adják elő.
A lemez 1985-ben jelent meg a Hungaroton kiadásában.

## A lemez dalai
| Előadó          | Dal                                      |
| --------------- | ---------------------------------------- |
| Deák Bill Gyula | Summáját írom                            |
| Demjén Ferenc   | Sokan szólnak most énreám                |
| Bakfark Consort | Ex A                                     |
| Szűcs Judith    | Mama, mama                               |
| Bakfark Consort | La biliarda                              |
| Kovács Kati     | Bodrog partján                           |
| Nagy Feró       | Krónika az magyarokról                   |
| Bakfark Consort | Volta                                    |
| Szánti Judit    | Dal a szerelemről                        |
| Varga Miklós    | Szabadsága vagyon                        |
| Cserháti Zsuzsa | Búcsúdal                                 |
| Bakfark Consort | Estampie                                 |
| Vikidál Gyula   | Vajjon s mikor lészen jó Budában lakásom |